# Т-27
Т-27 је совјетска танкета из периода пре Другог светског рата.

## Историја
Без искуства у производњи тенкова, 1930. СССР се окренуо увозу: из Британије је увезено 8 амфибијских лаких тенкова (Карден Лојд Модел 1931), 30 средњих тенкова (Модел Е и Мк II) и 26 танкета (Викерс Карден-Лојд Мк VI). Убрзо су набављена и два тенка Кристи из САД. Танкета Мк VI је лако модификована и пуштена у производњу 1931. као Т-27 (даље модификације дале су Т-27А).

## Карактеристике
Руска верзија британске танкете Викерс Карден-Лојд Мк VI, T-27 било је малено возило са два члана посаде смештена бок уз бок, са мотором иза и између њих. Возач је седео лево, а нишанџија десно, за лаким митраљезом ДТ калибра 7.62 mm. Њихов оклоп штитио је само од пушчаних метака. У служби, показало се да имају осетљиве гусенице, што је доприносило кваровима на неравном терену.
Позитивне стране Т-27 биле су поузданост, једноставна конструкција и одржавање, лака обука возача и брзина на равном терену. Иако веће од британских танкета, биле су и даље крајње скучене изнутра, употребљиве само за ниске људе. И што је најважније, само командна возила имала су радио (последица неразвијене електроиндустрије у СССР), што је сасвим ограничило њихову извиђачку улогу.

## У борби
1932. Т-27 је чинио главнину оклопних снага СССР: Црвена армија имала је 65 батаљона од по 50 танкета. Први пут су коришћене у борби против побуњеника у средњој Азији 1931-1932. Њихово учешће у Зимском рату било је неславно: са уским гусеницама, тонуле су у снегу (зими) и блату (у пролеће) Финске. До 1941. остало их је мање од 1.200 у служби, и током Операције Барбароса коришћене су за позадинске дужности: обуку посада, вучу артиљерије и пренос муниције. Неке су преживеле све до децембра 1941, када су последњи пут употребљене за одбрану Москве.